# Gonidea
Gonidea је род слатководних шкољки из породице Unionidae, речне шкољке.

## Врсте
Врсте у оквиру рода Gonidea:
- Gonidea angulata (Lea, 1838) (western ridged mussel)

## Синоними
- Limnobasilissa,[3] Hannibal, 1912